# Battling Siki
Amadou M’Barick Fall oder Baye Fall, später auch Louis M’Barick Fall (* 16. September 1897 in Saint-Louis, Senegal (Französisch-Westafrika); † 15. Dezember 1925 in New York City) war unter dem Namen Battling Siki als französischer Boxer bekannt. Er war der erste Boxweltmeister, der in Afrika geboren wurde.

## Profikarriere

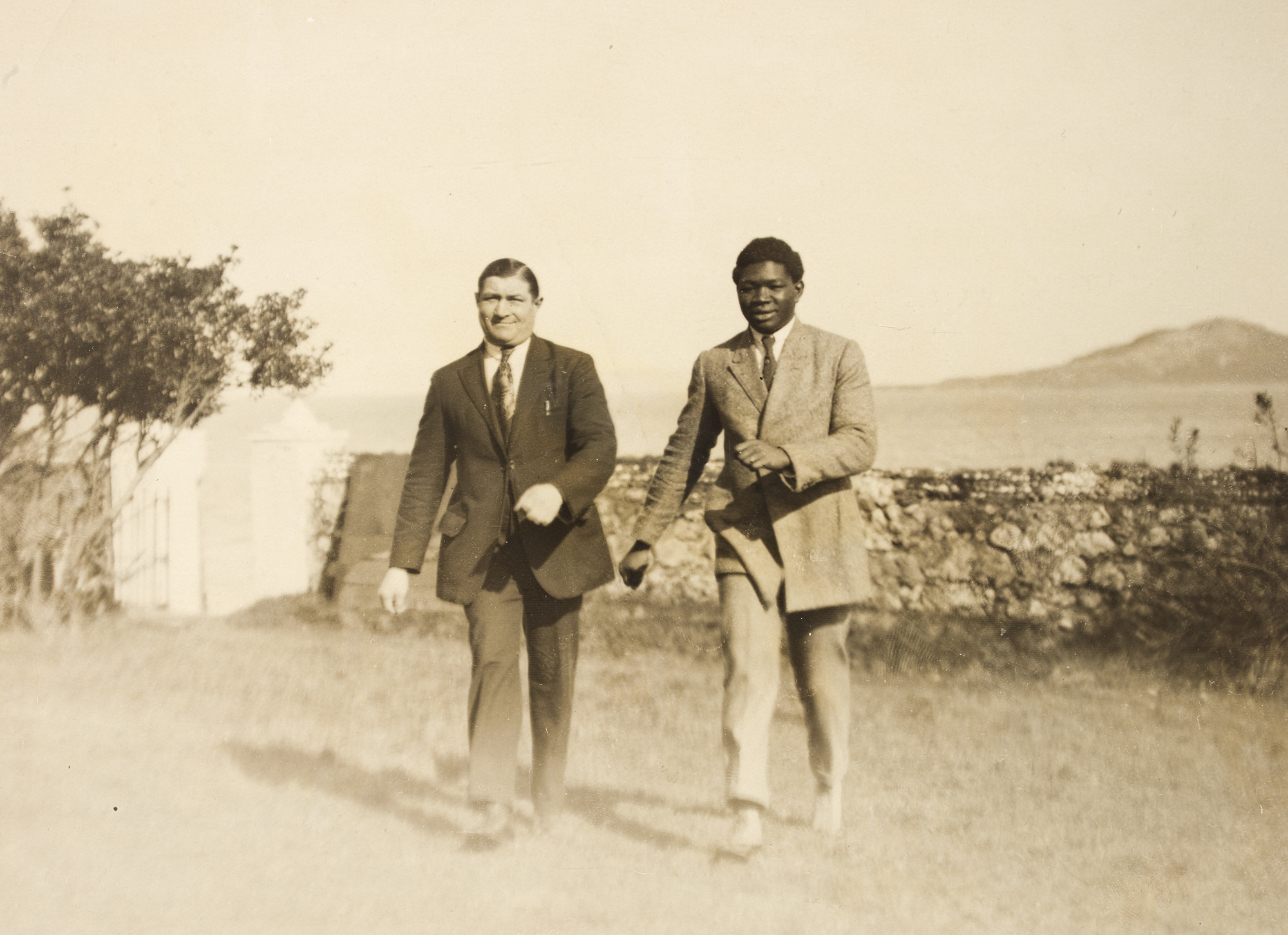
Siki mit seinem Sparrings-Partner Eugene Stuber in Irland 1922

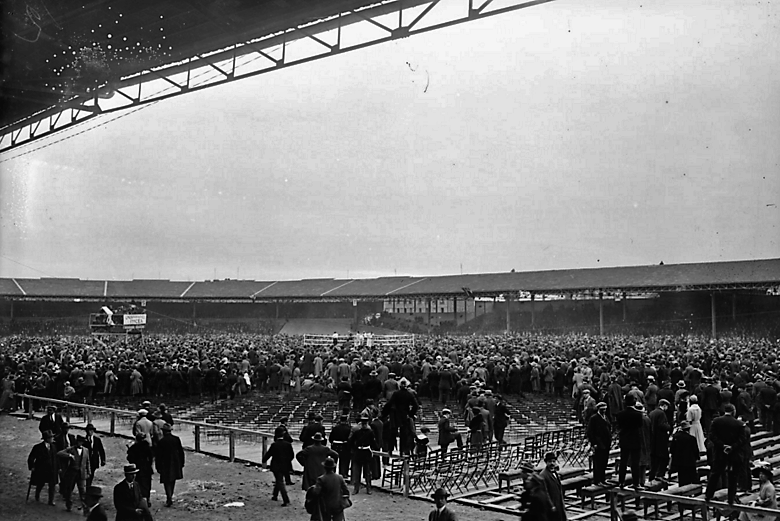
Boxkampf zwischen Battling Siki und Georges Carpentier zur Eröffnung des Stade Buffalo 1922

Als Achtjähriger kam Baye Fall aus dem Gebiet des heutigen Senegal nach Paris, nach eigenen Berichten als Bediensteter einer niederländischen Tänzerin. Er verdiente sich später sein Geld u. a. als Tellerwäscher.
Im Alter von 15 Jahren begann er mit dem Boxen; von 1912 bis 1914 absolvierte er 16 Kämpfe, von denen er acht gewann. Der Erste Weltkrieg, in dem er als Soldat diente, verletzt und auch dekoriert wurde, unterbrach seine sportliche Karriere.
1919 nahm Fall unter dem Pseudonym „Battling Siki“ das Boxen wieder auf. Als sein spektakulärster Kampf gilt der gegen den populären französischen Halbschwergewichts-Weltmeister Georges Carpentier am 24. September 1922 im Buffalo-Stadion bei Paris. Vor rund 40 000 Zuschauern gewann Battling Siki den Kampf durch K. o. in der sechsten Runde. Der siegessichere Carpentier soll vor dem Kampf gesagt haben: „Dépêchons-nous donc, il va pleuvoir.“ (französisch für „Machen wir doch schnell, es wird gleich regnen.“) Siki gab später an, dass er ursprünglich angewiesen worden sei, diesen Kampf zu verlieren. Die Atmosphäre im Stadion und seine Überzeugung von der eigenen Stärke hätten bei ihm jedoch einen Sinneswandel ausgelöst, so dass er den Kampf schließlich gewinnen wollte.
Fall trug Boxkämpfe in Rotterdam (1920), Antwerpen und Brüssel (1922) aus. Denkwürdig war Sikis Kampf im März 1923 gegen den irischen Boxer Mike McTigue in Dublin im dortigen Scala-Theater: Da der Irische Bürgerkrieg zur gleichen Zeit tobte, hörte man Schüsse und Explosionen während des sportlichen Kampfes im Theater. Battling Siki verlor knapp nach Punkten. Nachdem er im Juni 1923 einen Kampf und den Titel des Europameisters gegen Emile Morelle durch Disqualifikation verloren hatte, zog er in die Vereinigten Staaten, war jedoch als Boxer zunehmend erfolglos.

## Außerhalb des Boxrings
Battling Siki war in Paris sehr populär, aber dennoch nicht vor Rassismus gefeit. Einige Journalisten nannten ihn „Championzé“ (als Anspielung auf das französische Wort chimpanzé ‚Schimpanse‘) und „Dschungelkind“ oder unterstellten, dass ihm manche Siege gerade wegen seiner Hautfarbe zugesprochen worden seien. Siki wehrte sich gegen diese Anfeindungen öffentlich, spielte aber auch mit seinem Image, indem er etwa mit einem angeleinten Löwen spazieren ging. Er führte ein extravagantes Leben, neigte zu teurer Kleidung, aber auch zu Schlägereien sowie übermäßigem Alkoholgenuss. Auch nach seinem Umzug nach New York war Battling Siki für sein Verhalten berüchtigt: Er schoss auch schon mal mit einem Revolver in die Luft, trank viel und weigerte sich dann in Bars, die Zeche zu zahlen.
Fall heiratete zwei weiße Frauen; 1921 in den Niederlanden Trijntje van Appeltere (1902–1983) und einige Jahre später in den Vereinigten Staaten Lillian Werner Phal. Sein Sohn aus erster Ehe, Louis Fall junior (1921–ca. 1970), war ein Jazzmusiker, der durch ganz Europa tourte. Er spielte Trompete und Geige. Die letzte Adresse, unter der er gemeldet war, war das Gefängnis von Nanterre; sein Todesdatum ist unbekannt.

## Tod und Exhumierung
Am 15. Dezember 1925 verließ Battling Siki seine New Yorker Wohnung, um sich mit Freunden zu treffen. Am selben Tag wurde er in der Nähe, im sogenannten Hell’s-Kitchen-Viertel, tot aufgefunden; er war mit zwei Schüssen aus nächster Nähe getötet worden. Es wurde gemutmaßt, er habe sich Anweisungen der Mafia widersetzt oder sei in einen Bandenkrieg geraten.
Im Dezember 1993 wurden seine sterblichen Überreste, die auf dem Flushing Cemetery in Queens beerdigt lagen, aus den USA in seinen Geburtsort im Senegal überführt und dort nach muslimischem Ritus beerdigt. Seine Witwe hatte ihn, obwohl muslimischen Glaubens, 1925 christlich bestatten lassen.
Seit 2008 wird in Saint-Louis zu seinen Ehren das Mémorial Battling Siki für Nachwuchsboxer mit mehreren hundert Teilnehmern ausgetragen.

## Film
- Nick Koppen: Siki. Dokumentarfilm. 1992.[6]